# Johann Friedrich I xứ Sachsen
Johann Friedrich I (30 tháng 6 năm 1503 tại Torgau – 3 tháng 3 năm 1554 tại Weimar), có biệt hiệu là Friedrich Hào hùng (tiếng Đức: Friedrich der Großmütige), ông là con trai của Tuyển đế hầu Johann và gọi Tuyển đế hầu Friedrich III là bác ruột. Tuy cha của ông chỉ là con thứ của Tuyển đế hầu Ernst, người sáng lập ra dòng Ernestine (nhánh chính của Nhà Wettin), nhưng vì bác ruột của ông, Friedrich III qua đời mà không có con thừa tự nên ngai vàng Sachsen đã được thừa kế bởi cha ông và sau cái chết của cha vào năm 1532, ông trở thành vị Tuyển hầu xứ Sachsen thứ 4 của dòng Ernestine và cũng là tuyển đế hầu cuối cùng của dòng này.
Cha và bác của Johann Friedrich là những nhà cai trị ủng hộ Cải cách Tin Lành và hết lòng bảo vệ Martin Luther khỏi sự bức hại của những người Công giáo trong Đế chế La Mã Thần thánh và Lãnh địa Giáo hoàng. Đến khi ông tiếp nhận ngôi tuyển đế hầu Sachsen, các cuộc xung đột giữa phe Tin Lành và Công giáo lên đến đỉnh điểm, ông đã được bầu làm thủ lĩnh của Liên minh Schmalkaldic, lãnh đạo các thân vương Tin Lành đối đầu với phe Công giáo do Hoàng đế Karl V của Thánh chế La Mã lãnh đạo.
Trong Trận Mühlberg, ngày 24 tháng 4 năm 1547, quân của Johann Friedrich thất bại, bản thân ông bị một vết chém ở bên trái khuôn mặt, để lại một vết sẹo biến dạng từ hốc mắt dưới xuống má. Ông bị Karl V bắt làm tù binh và đày đi lưu đày ở Worms, trước đó ông bị khép vào tội chết, nhưng sau được giảm xuống tù chung thân. Tài sản, ngôi vị và lãnh thổ của Tuyển hầu xứ Sachsen đã được hoàng đế La Mã Thần thánh trao lại cho người em họ Moritz, người đứng đầu nhánh Albertine, dòng thứ của nhà Wettin, kể từ đó, dòng Ernestine mất ngôi tuyển đế hầu cho đến khi Đế chế La Mã Thần thánh tan rã vào năm 1806. Sau khi Moritz xung đột với hoàng đế Karl V, hoàng đế đã trả tự do cho Johann Friedrich và trao cho ông lãnh thổ và tước hiệu Công tước xứ Sachsen. Sau cái chết của ông, những người con trai đã phân chia lãnh thổ, đây chính là dấu mốc tạo ra cái mà lịch sử Đức gọi là Các công quốc Ernestine.